# Lurex

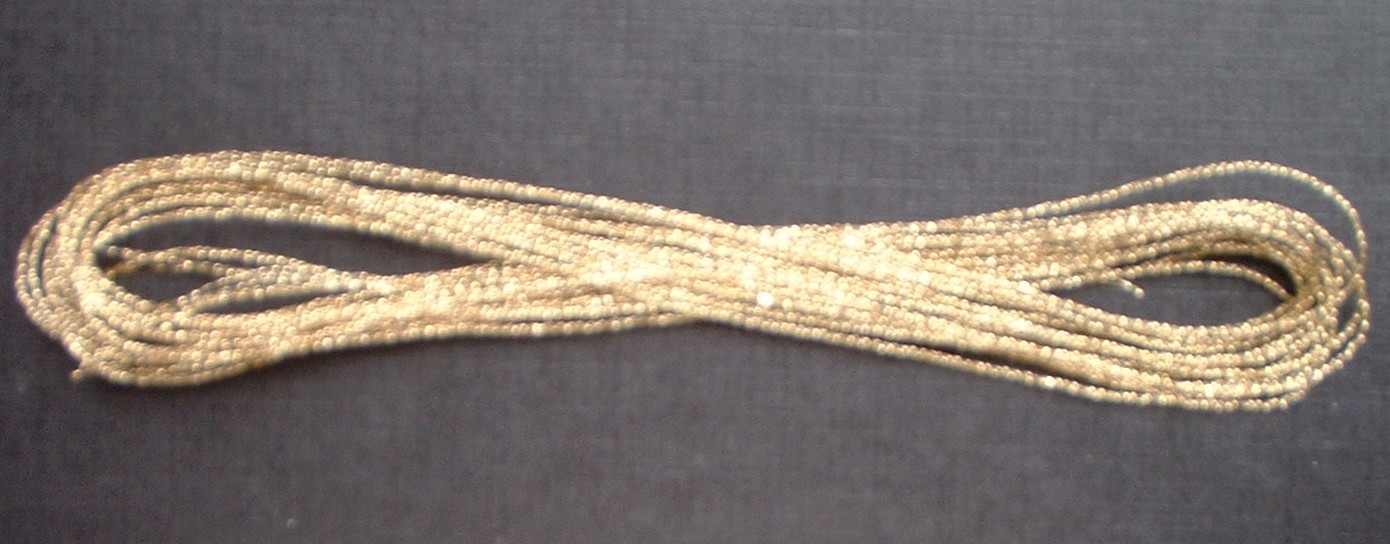
Sợi Lurex.

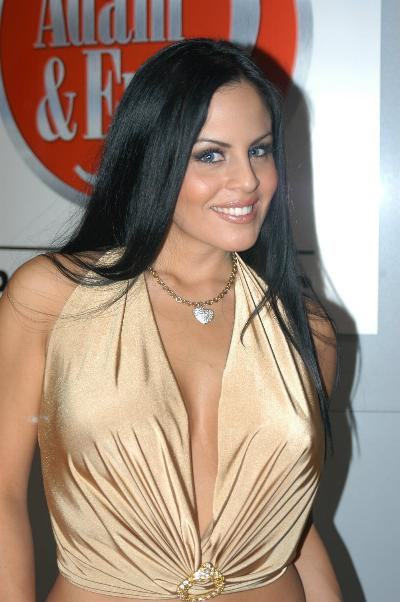
Diễn viên Mỹ McKayla, với trang phục chất liệu Lurex trong sự kiện Adult Entertainment Expo 2007.

Lurex là tên thương hiệu đã đăng ký của The Lurex Company, Ltd. cho loại sợi có bề ngoài giống kim loại. Sợi được làm từ màng tổng hợp, trên đó có một lớp nhôm, bạc hoặc vàng hóa hơi.
Sự xuất hiện lần đầu được ghi nhận bởi truyền thông là vào năm 1979, trong một sự kiện tại Bảo tàng Nghệ thuật Hiện đại, Thành phố New York.